# 劉芳 (正統進士)
劉芳（1406年—1465年），字永馨，四川保寧府蒼溪縣人，民籍，治《書經》。

## 生平
五月二十日生，行三，由府學生中式四川鄉試第十四名舉人，會試中式第三十一名。年三十四歲中式正統四年己未科第三甲第十六名進士。

## 家族
曾祖劉智聰；祖劉文廣；父劉仲才；母蒲氏。具慶下，妻黃氏，兄端；正；斌，弟珍。